# Motufoua
Motufoua ist eine Siedlung in Tuvalu auf Vaitupu.
Die Siedlung hat eine Fläche von 0,11 km². Die Einwohnerzahl betrug 501 im Jahr 2001 und 502 im Jahr 2012.

## Bildung

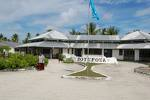
Motufoua Secondary School

Die größte High School Tuvalus liegt in Motufoua.